# Мост Столетия (Нью-Брансуик)
Мост Столетия (англ. Centennial Bridge) — автомобильный мост через реку Мирамиши в графстве Нортумберленд провинции Нью-Брансуик (Канада). Длина моста 1,1 км, его высота 73 м. По мосту проходят маршруты провинциальных шоссе № 11, № 8 и № 134, соединяющие Дугластаун на северном берегу с Чатемом на южном берегу: обе коммуны были объединены с другими в окрестностях в город Мирамиши. Назван в честь празднования Столетия образования Канадской конфедерации в 1967 году.

## История

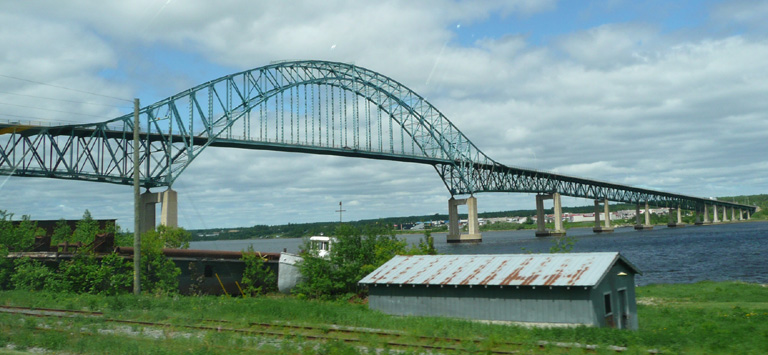
Арочный пролёт моста

Мост был открыт в 1967 году — в год столетнего юбилея Канады. Он заменил паромное сообщение (компания Romeo & Juliet), которое курсировало между центром города Чатем и Ферри-роуд. После открытия моста Romeo & Juliet перевела паромное сообщение на новый маршрут на реку Кеннебекасис между Саммервиллем и Миллиджвиллем возле Сент-Джона.
Движение по мосту составило 14 800 в 2012 году.